# 4 uur van Silverstone
De 4 uur van Silverstone, voorheen de 6 uur van Silverstone en de 1000 kilometer van Silverstone, is een race uit het FIA World Endurance Championship. De race vindt plaats op Silverstone. De eerste editie vond in 1976 plaats, en de eerste race in het kader van het WEC werd in 2012 gehouden.

## Geschiedenis
In 1975 werd er voor het eerst sinds 1966 geen race van het World Sportscar Championship (WSC) in het Verenigd Koninkrijk gehouden. Tot dan toe vond deze plaats op Brands Hatch, dat vanwege werkzaamheden korte tijd was gesloten. Nadat Silverstone datzelfde jaar ook vanwege onderhoud korte tijd dicht was, werd besloten om deze race voortaan op dit circuit te houden. De race had een lengte van zes uur.
De eerste race had een klein startveld, maar in de daaropvolgende jaren groeide deze gestaag. Het fabrieksteam van Porsche won in 1977 en 1978, voordat het privéteam Gelo Racing in 1979 met een Porsche won. In 1980 won er voor het eerst een prototypewagen, toen Alain de Cadenet met een eigen auto samen met Desiré Wilson de zege behaalde. In 1981 won er voor het laatst een Groep 5-auto. In 1982 was de Groep C-categorie voor het eerst onderdeel van het wereldkampioenschap, alhoewel de race dat jaar door een Groep 6-auto werd gewonnen. In 1983 werd de race over een lengte van 1000 kilometer gehouden. Tussen 1983 en 1985 won Porsche driemaal, voordat Jaguar van 1986 tot 1988 ieder jaar won.
In 1989 vond er geen WSC-race op Silverstone plaats, aangezien dit circuit eenmalig door Donington Park werd vervangen. In 1990 keerde het circuit terug op de kalender, maar werd de race over een lengte van 480 kilometer gehouden. In 1991 vond de race plaats over een lengte van 430 kilometer en in 1992 duurde deze 500 kilometer. Na dit seizoen hield het WSC op te bestaan en werd de race lange tijd niet meer gehouden. In 2000 keerde deze eenmalig terug als onderdeel van de American Le Mans Series.
In 2004 keerde de langeafstandsrace op Silverstone wederom terug in het kader van de Le Mans Endurance Series en werd deze voor het eerst sinds 1988 georganiseerd over een lengte van 1000 kilometer. Na twee seizoenen maakte de race in 2006 geen deel uit van de kalender, aangezien deze wederom eenmalig door Donington werd vervangen. In 2007 keerde de race terug. In 2010 maakte de race deel uit van de nieuwe Intercontinental Le Mans Cup en werd de nieuwe layout van het circuit voor het eerst gebruikt. In 2011 keerde de race terug naar een lengte van 6 uur. In 2012 werd de Le Mans Cup vervangen door het FIA World Endurance Championship (WEC), waar de race op Silverstone deel van uitmaakte. In het seizoen 2019-2020 werd er overgestapt naar een lengte van vier uur. De race van 2020 werd vanwege de coronapandemie afgelast, en in 2021 stond deze niet op de WEC-kalender.

## Winnaars
| 1976                           | John Fitzpatrick Tom Walkinshaw                   | Hermetite BMW               | BMW 3.5 CSL             | Verslag       |               |               |
| 1977                           | Jochen Mass Jacky Ickx                            | Martini Racing              | Porsche 935/77          | Verslag       |               |               |
| 1978                           | Jochen Mass Jacky Ickx                            | Martini Racing              | Porsche 935/78          | Verslag       |               |               |
| 1979                           | Hans Heyer Bob Wollek John Fitzpatrick            | Gelo Sportswear Team        | Porsche 935/77A         | Verslag       |               |               |
| 1980                           | Alain de Cadenet Desiré Wilson                    | Alain de Cadenet            | De Cadenet Lola-Ford    | Verslag       |               |               |
| 1981                           | Harald Grohs Walter Röhrl Dieter Schornstein      | Vegla Racing Team           | Porsche 935J            | Verslag       |               |               |
| 1982                           | Riccardo Patrese Michele Alboreto                 | Martini Racing              | Lancia LC1              | Verslag       |               |               |
| 1000 kilometer van Silverstone |                                                   |                             |                         |               |               |               |
| 1983                           | Derek Bell Stefan Bellof                          | Rothmans Porsche            | Porsche 956             | Verslag       |               |               |
| 1984                           | Jochen Mass Jacky Ickx                            | Rothmans Porsche            | Porsche 956             | Verslag       |               |               |
| 1985                           | Jochen Mass Jacky Ickx                            | Rothmans Porsche            | Porsche 962C            | Verslag       |               |               |
| 1986                           | Derek Warwick Eddie Cheever                       | Silk Cut Jaguar             | Jaguar XJR-6            | Verslag       |               |               |
| 1987                           | Eddie Cheever Raul Boesel                         | Silk Cut Jaguar             | Jaguar XJR-8            | Verslag       |               |               |
| 1988                           | Eddie Cheever Martin Brundle                      | Silk Cut Jaguar             | Jaguar XJR-9            | Verslag       |               |               |
| 1989                           | Niet gehouden                                     | Niet gehouden               | Niet gehouden           | Niet gehouden |               |               |
| 480 kilometer van Silverstone  |                                                   |                             |                         |               |               |               |
| 1990                           | Martin Brundle Alain Ferté                        | Silk Cut Jaguar             | Jaguar XJR-11           | Verslag       |               |               |
| 430 kilometer van Silverstone  |                                                   |                             |                         |               |               |               |
| 1991                           | Teo Fabi Derek Warwick                            | Silk Cut Jaguar             | Jaguar XJR-14           | Verslag       |               |               |
| 500 kilometer van Silverstone  |                                                   |                             |                         |               |               |               |
| 1992                           | Derek Warwick Yannick Dalmas                      | Peugeot Talbot Sport        | Peugeot 905 Evo 1B      | Verslag       |               |               |
| 1993- 1999                     | Niet gehouden                                     | Niet gehouden               | Niet gehouden           | Niet gehouden | Niet gehouden | Niet gehouden |
| 2000                           | JJ Lehto Jörg Müller                              | BMW Motorsport              | BMW V12 LMR             | Verslag       |               |               |
| 2001- 2003                     | Niet gehouden                                     | Niet gehouden               | Niet gehouden           | Niet gehouden |               |               |
| 1000 kilometer van Silverstone |                                                   |                             |                         |               |               |               |
| 2004                           | Pierre Kaffer Allan McNish                        | Audi Sport UK Team Veloqx   | Audi R8                 | Verslag       |               |               |
| 2005                           | Allan McNish Stéphane Ortelli                     | Audi PlayStation Team Oreca | Audi R8                 | Verslag       |               |               |
| 2006                           | Niet gehouden                                     | Niet gehouden               | Niet gehouden           | Niet gehouden |               |               |
| 2007                           | Marc Gené Nicolas Minassian                       | Team Peugeot Total          | Peugeot 908 HDi FAP     | Verslag       |               |               |
| 2008                           | Allan McNish Rinaldo Capello                      | Audi Sport Team Joest       | Audi R10 TDI            | Verslag       |               |               |
| 2009                           | Olivier Panis Nicolas Lapierre                    | Team Oreca Matmut AIM       | Oreca 01-AIM            | Verslag       |               |               |
| 2010                           | Nicolas Minassian Anthony Davidson                | Team Peugeot Total          | Peugeot 908 HDi FAP     | Verslag       |               |               |
| 6 uur van Silverstone          |                                                   |                             |                         |               |               |               |
| 2011                           | Sébastien Bourdais Simon Pagenaud                 | Peugeot Sport Total         | Peugeot 908             | Verslag       |               |               |
| 2012                           | Benoît Tréluyer André Lotterer Marcel Fässler     | Audi Sport Team Joest       | Audi R18 e-tron quattro | Verslag       |               |               |
| 2013                           | Tom Kristensen Allan McNish Loïc Duval            | Audi Sport Team Joest       | Audi R18 e-tron quattro | Verslag       |               |               |
| 2014                           | Anthony Davidson Nicolas Lapierre Sébastien Buemi | Toyota Racing               | Toyota TS040 Hybrid     | Verslag       |               |               |
| 2015                           | Benoît Tréluyer André Lotterer Marcel Fässler     | Audi Sport Team Joest       | Audi R18 e-tron quattro | Verslag       |               |               |
| 2016                           | Marc Lieb Neel Jani Romain Dumas                  | Porsche Team                | Porsche 919 Hybrid      | Verslag       |               |               |
| 2017                           | Anthony Davidson Sébastien Buemi Kazuki Nakajima  | Toyota Gazoo Racing         | Toyota TS050 Hybrid     | Verslag       |               |               |
| 2018                           | Mathias Beche Thomas Laurent Gustavo Menezes      | Rebellion Racing            | Rebellion R13-Gibson    | Verslag       |               |               |
| 4 uur van Silverstone          |                                                   |                             |                         |               |               |               |
| 2019                           | Mike Conway Kamui Kobayashi José María López      | Toyota Gazoo Racing         | Toyota TS050 Hybrid     | Verslag       |               |               |